# Gray (Tennessee)
Gray es un lugar designado por el censo ubicado en el condado de Washington en el estado estadounidense de Tennessee. En el Censo de 2010 tenía una población de 1.222 habitantes y una densidad poblacional de 314,13 personas por km².

## Geografía
Gray se encuentra ubicado en las coordenadas 36°25′16″N 82°28′35″O / 36.42111, -82.47639. Según la Oficina del Censo de los Estados Unidos, Gray tiene una superficie total de 3.89 km², de la cual 3.88 km² corresponden a tierra firme y (0.33%) 0.01 km² es agua.

## Demografía
Según el censo de 2010, había 1.222 personas residiendo en Gray. La densidad de población era de 314,13 hab./km². De los 1.222 habitantes, Gray estaba compuesto por el 96.4% blancos, el 0.74% eran afroamericanos, el 0.16% eran amerindios, el 0.25% eran asiáticos, el 0.08% eran isleños del Pacífico, el 0.98% eran de otras razas y el 1.39% pertenecían a dos o más razas. Del total de la población el 1.96% eran hispanos o latinos de cualquier raza.